# Ionica Smeets
Ionica Smeets (Delft, 8 oktober 1979) is een Nederlands wiskundige, wetenschapsjournaliste, columniste, televisiepresentatrice en hoogleraar Science Communication aan de Universiteit Leiden.
Smeets werd geboren in Delft, waar ze in 1999 haar propedeuse Technische Informatica haalde aan de Technische Universiteit Delft. Ze veranderde van studie en studeerde af in Technische Wiskunde.
Ionica Smeets werkte aan een proefschrift in de wiskunde, op een onderwerp uit de getaltheorie, aan de Leidse universiteit toen ze samen met Jeanine Daems op 14 maart 2006 het weblog Wiskundemeisjes begon; de website won in 2007 twee Dutch Bloggies. Vanaf 2010 hadden de wiskundemeisjes enkele jaren een vaste rubriek in de Volkskrant. Inmiddels schrijft Smeets een wekelijkse column onder de titel "Ionica zag een getal" in de wetenschapsbijlage op zaterdag.
Na haar promotie werd Smeets wetenschapsjournaliste. Ze doet onder andere, samen met Bas Haring, onderzoek hoe je wetenschap het beste kunt uitleggen aan een algemeen publiek. Uit hoofde van deze functie verscheen ze in diverse televisieprogramma's, waaronder De Wereld Draait Door. Op 19 oktober 2011 verscheen het boek Ik was altijd heel slecht in wiskunde dat ze samen met Jeanine Daems schreef. Begin 2012 was Smeets acht afleveringen lang medepresentatrice van het KRO-programma De Rekenkamer, ze verving daarin Sofie van den Enk. In 2013 presenteerde Smeets samen met Van den Enk het wiskundeprogramma Eureka. Op 17 augustus 2014 was ze te gast in het Nederlandse televisieprogramma Zomergasten. Tevens nam ze in augustus 2014 deel aan het programma De Slimste Mens van de NCRV en haalde met zeven deelnames net niet de finale. Ook was ze in 2017 te gast in het programma De Kwis.
In juli 2015 werd Ionica Smeets benoemd tot hoogleraar wetenschapscommunicatie aan de Universiteit Leiden. Van december 2015 tot en met december 2018 presenteerde ze het VPRO televisieprogramma de Nationale Wetenschapsquiz met Pieter Hulst.
Smeets is uitgeroepen tot Alumnus van het Jaar 2018 door het Universiteitsfonds van de Technische Universiteit Delft.
Met ingang van 1 oktober 2022 werd Smeets door de minister van Onderwijs, Cultuur en Wetenschap, Robbert Dijkgraaf, aangesteld als kwartiermaker van een nieuw nationaal centrum voor wetenschapscommunicatie. Dit nieuwe centrum stimuleert het gesprek tussen wetenschappers en de samenleving en gaat expertise verzamelen en delen, om zo wetenschapscommunicatie doeltreffender te maken.
In 2023 kreeg Smeets de Irispenning voor excellente wetenschapscommunicatie.

## Publicaties (selectie)
- Ionica Smeets & Edward van de Vendel (& Floor de Goede, illustraties): Rekenen voor je leven. Amsterdam, Uitgeverij Nieuwezijds, 2021. ISBN 978-90-571-2518-8
- Ionica Smeets: Superlogisch. Amsterdam, Uitgeverij Nieuwezijds, 2019. ISBN 978-90-5712-520-1
- Ionica Smeets: Zoete kinderen eten geen suiker. Amsterdam, Uitgeverij Nieuwezijds, 2016. ISBN 978-90-5712-467-9
- Ionica Smeets: Het exacte verhaal. Amsterdam, Nieuwezijds, 2014. ISBN 978-90-571-2393-1
- Jeanine Daems & Ionica Smeets: Ik was altijd heel slecht in wiskunde. Reken maar op de wiskundemeisjes. Amsterdam, Nieuwezijds, 2011. ISBN 978-90-5712-336-8
- Ionica Smeets & Bas Haring: Vallende kwartjes. Een slimme selectie van leesbare wetenschap. Amsterdam, Nijgh & Van Ditmar, 2010. 5e druk 2012: ISBN 978-90-388-9485-0
- Ionica Smeets: On continued fraction algorithms. Enschede, Ipskamp Drukkers, 2010. (Proefschrift Universiteit Leiden) Geen ISBN. Digitale versie